# Puig de Pradets
El Puig de Pradets és una muntanya de 1.176 metres que es troba entre els municipis d'Espolla (Alt Empordà) i Sureda (Rosselló).